# Therizinosauroidea
Die Therizinosauroidea waren eine Gruppe von zwei bis acht Meter langen theropoden Dinosauriern aus der Kreide von Nordamerika und Asien. Auffälligstes Merkmal dieser bipeden (zweibeinigen) Dinosaurier sind die mit sehr langen Krallen versehenen Vordergliedmaßen.
Die Gruppe wurde zuerst 1980 von den mongolischen Paläontologen Barsbold und Perle als Segnosauria beschrieben und, da eine genaue Zuordnung nicht möglich war, zwischen Echsenbeckensauriern (Saurischia) und Vogelbeckensauriern (Ornithischia) eingeordnet. Spätere Funde, darunter sind auch Hinweise auf eine einfache Befiederung, erlaubten die Zuordnung zu den Theropoden. Fossilien der Therizinosauroidea stammen vor allem aus der Unter- und Oberkreide von Asien (China, Mongolei, Burjatien, Kasachstan, Usbekistan). Die Gattung Nothronychus stammt aus dem Westen der Vereinigten Staaten (Utah, New Mexico). Ein einzelnes Unterkieferfragment, beschrieben als Eshanosaurus, könnte die stratigraphische Reichweite der Gruppe bis in das Hettangium (frühestes Unterjura) ausdehnen. Die Therizinosauroidea werden definiert als die Klade (Verwandtschaftslinie) aus Therizinosaurus und Beipiaosaurus, deren letztem gemeinsamen Vorfahren und all dessen Nachkommen.

## Merkmale

### Schädel

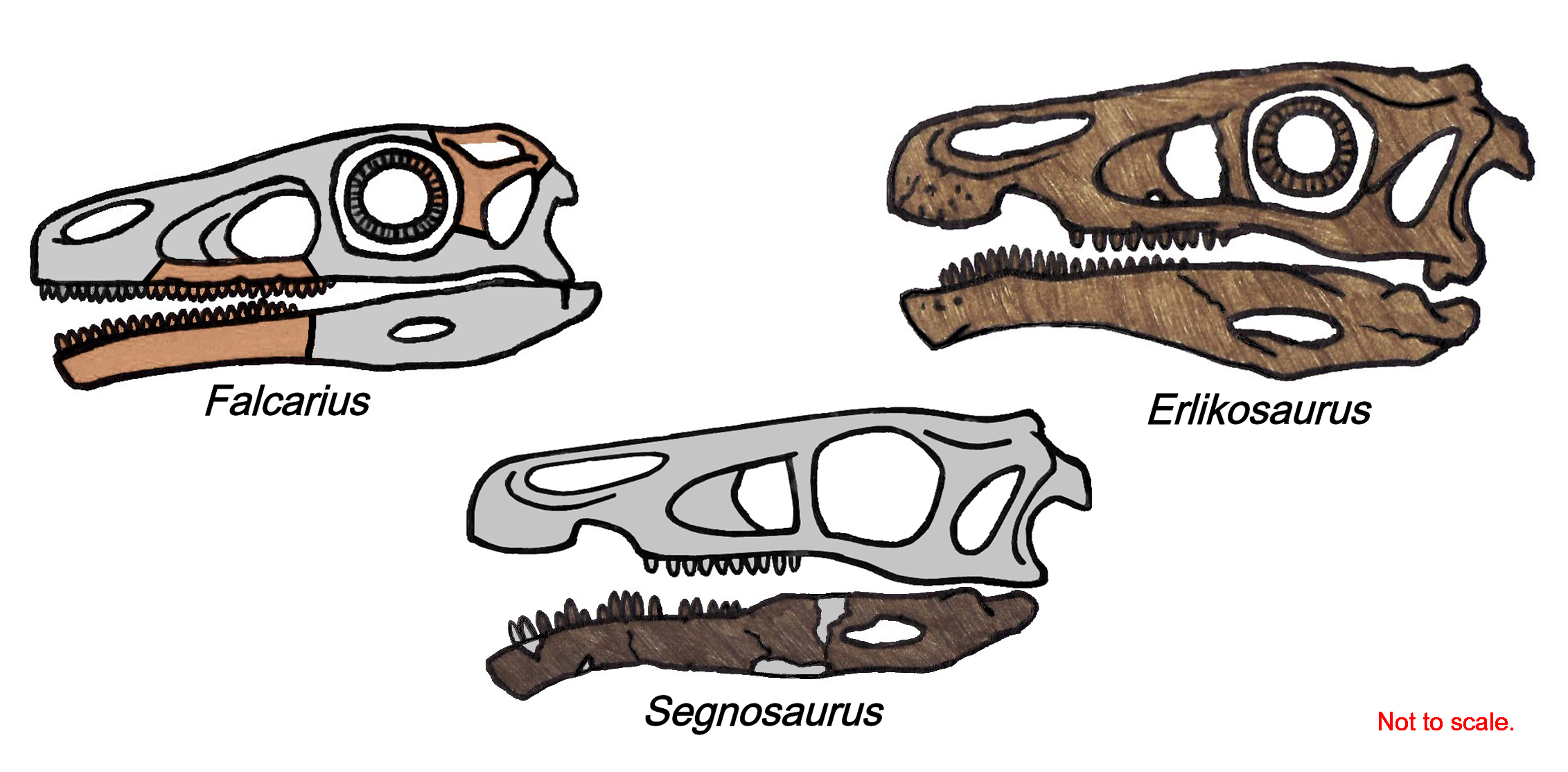
Schädel verschiedener Therizinosaurier, rechts Erlikosaurus

Der Schädel der Therizinosauroidea ist nur von Alxasaurus, Beipiaosaurus und Erlikosaurus bekannt. Er war für einen Theropodenschädel im Vergleich zum Körper ungewöhnlich klein.  Die Schädelknochen waren stark pneumatisiert (mit luftgefüllten Hohlräumen durchsetzt). Das Zwischenkieferbein (Prämaxillare, der vorderste Knochen des Oberkiefers) war zahnlos und endete in einer scharfen Kante. Beim lebenden Tier war sie möglicherweise mit einem Hornschnabel versehen. Die Zähne des Oberkieferknochens (Maxillare) und des Dentale, des zahntragenden Teil des Unterkiefers, waren gesägt, seitlich abgeflacht und, von der Seite gesehen, symmetrisch. Die Zähne des Dentale wurden von vorn nach hinten immer kleiner. Die Zahnwurzeln waren zylinderförmig.
Die äußeren Nasenlöcher (Nares) waren sehr langgestreckt und wurden, wie bei den Troodontidae, hinten und unten vom Maxillare begrenzt. Das Antorbitalfenster, ein Schädelfenster vor den Augenhöhlen, wurde vorn, oben und unten von einer hervorstehenden Kante begrenzt. Im Gaumen war das Pflugscharbein (Vomer) stark verlängert, das Flügelbein (Pterygoid) schnauzenwärts reduziert.

### Rumpfskelett und Gliedmaßen

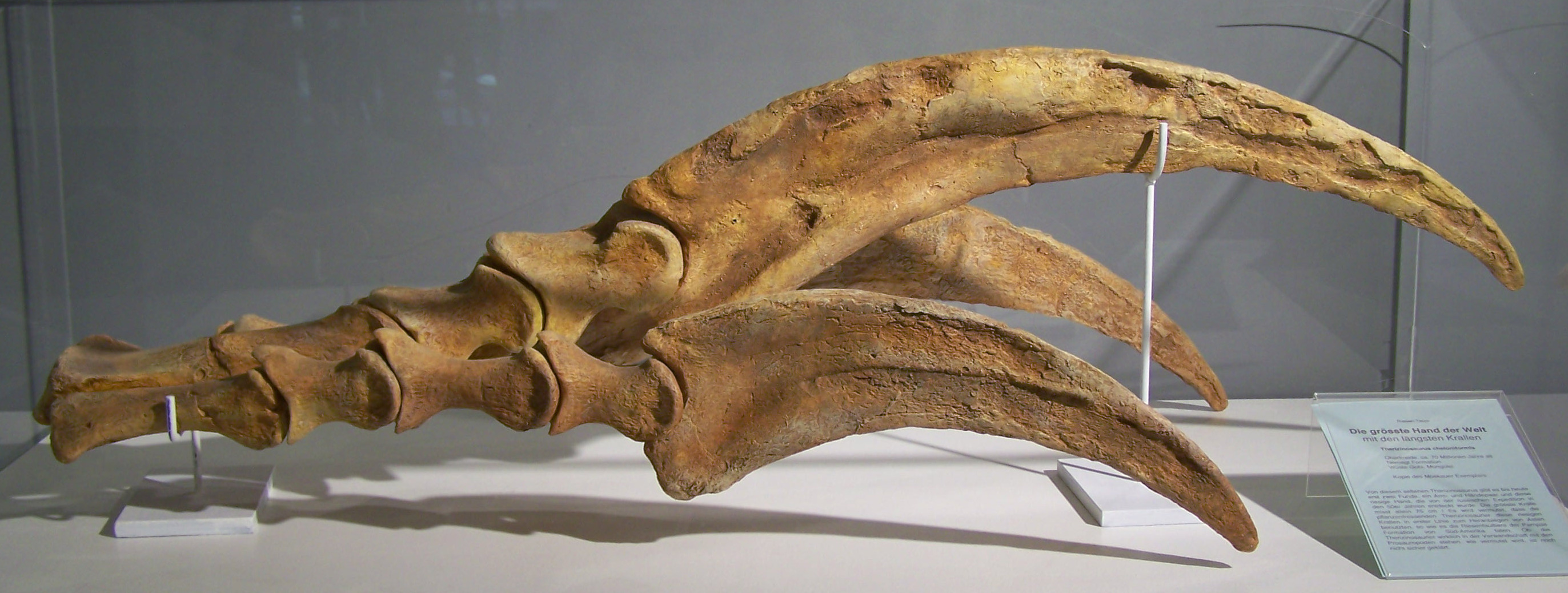
Nachbildung der Handknochen von Therizinosaurus im Sauriermuseum Aathal

Die Wirbelsäule ist nur von einigen Gattungen bekannt. Die Halswirbel waren langgestreckt, groß und mit Aushöhlungen an der Vorderseite (pleurocoel) versehen. Bei einigen Gattungen waren die Halsrippen mit den Wirbelkörpern verschmolzen. Die Wirbel der Halswirbelsäule, die Rückenwirbel und die Kreuzbeinwirbel hatten niedrige Neuralfortsätze. Die Wirbelkörper der Rückenwirbelsäule hatten, soweit bekannt, seitliche Einbuchtungen und waren möglicherweise pneumatisiert. Bei Neimongosaurus, der einzigen Gattung, bei der der komplette Schwanz fossil erhalten ist, ist er kurz und hat 23 Schwanzwirbel.
Die Vordergliedmaßen hatten drei Finger (Phalangenformel 2,3,4), die Fingerknochen des dritten waren viel schmaler als die der beiden anderen. Die Fingerendglieder der meisten Formen waren groß, seitlich abgeflacht und gebogen. Bei Therizinosaurus waren sie stark verlängert, die längsten mehr als 60 Zentimeter lang.
Beim sehr breiten Becken standen die Darmbeine (Ossa ilium) weit auseinander und waren mit den Querfortsätzen (Diapophysen) des Kreuzbeins verwachsen. Das Schambein (Os pubis) war schräg nach hinten geneigt. Das Sitzbein (Os ischii) war kürzer als das Schambein und hatte durch einen Querfortsatz Verbindung zum Schambein. Diese ophistopubisch genannte Beckenanatomie tritt sonst nur bei Vögeln und ihren nächsten Verwandten innerhalb der Coelurosaurier auf und war auch der Grund für die Schwierigkeiten die Therizinosauriden systematisch einzuordnen.

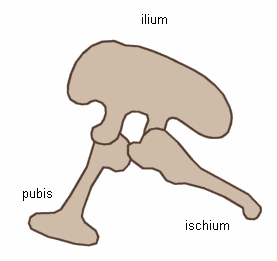
Idealisiertes Becken eines Echsenbeckensauriers
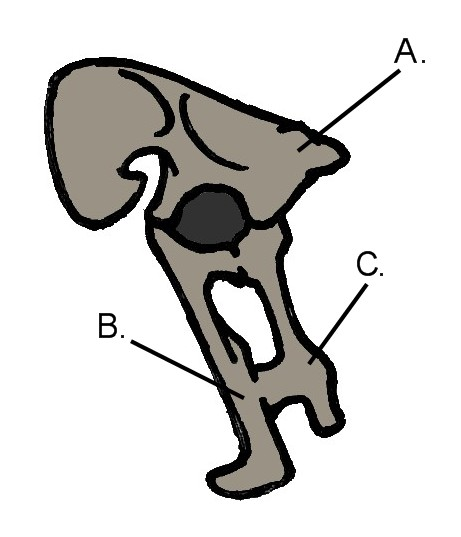
Becken eines Therizinosauriers; A = Ilium, B = Schambein, C = Sitzbein
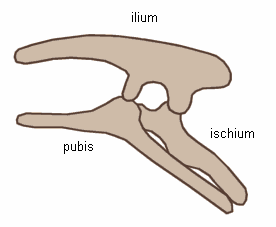
Idealisiertes Becken eines Vogelbeckensauriers

Der Fuß der Therizinosaurier ist immer kürzer und breiter als der anderer Theropoden. Im Unterschied zu allen anderen Tetanurae hatten sie vier statt drei Zehen. Segnosaurus hatte sogar fünfstrahlige Mittelfußknochen, der fünfte aber ohne Zehenglieder.
Bei dem gut erhaltenen Fossil des basalen Vertreters Beipiaosaurus wurden im Bereich des Vordergliedmaßen und der Schultern dichte, bis zu 70 mm lange Filamente entdeckt, die als Protofedern interpretiert wurden.

## Paläoökologie

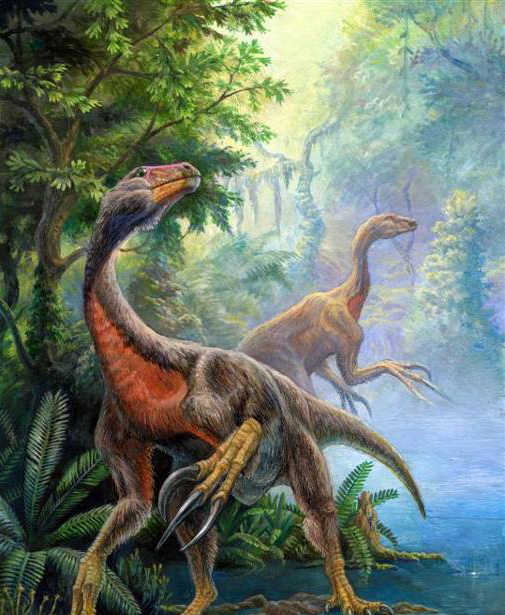
Künstlerisches Lebensbild von Beipiaosaurus

Fossilien von Therizinosauriern wurden nur in Ablagerungen aus nicht-ariden Gebieten gefunden und fehlten in der späten Kreide in der Gobi als sich dort ein Wüstenklima durchsetzte. 
Die seltsame Anatomie und die langen Krallen an den Vorderbeinen haben zu Spekulationen über ihre Lebensweise geführt. Rozhdestvensky vermutete, dass sie dazu dienten Termitenbauten zu öffnen oder Früchte von Bäumen zu streifen. Barsbold und Perle glaubten, dass sie zum Fischen geeignet waren. Nessow nahm eine baumbewohnende Lebensweise an und präsentierte eine Segnosaurus-Rekonstruktion, die ähnlich einem Faultier mit dem Rücken nach unten an einem Ast hing. Der US-amerikanische Paläontologe Dale Alan Russell wies auf die Ähnlichkeiten mit den Chalicotherien hin, ausgestorbene, mit den Pferden verwandte Säugetiere. Heute wird meist eine von allen anderen Theropoden abweichende Lebensweise als langsame Pflanzenfresser angenommen, ähnlich wie die Chalicotherien oder die ebenfalls ausgestorbenen Riesenfaultiere. Es gibt allerdings keinen fossil überlieferten Mageninhalt, der die These von der herbivoren Ernährung stützt.

## Systematik

### Äußere Systematik
Die Therizinosauroidea werden meist als Schwestergruppe der Oviraptorosauria angesehen und mit ihnen in einem Taxon Oviraptoriformes vereint. Phil Senter stellt sie nach seiner phylogenetischen Analyse der Coelurosauria in einem Schwestergruppenverhältnis zu einem gemeinsamen Taxon aus Alvarezsauridae, Oviraptorosauria, Deinonychosauria und Avialae.

### Innere Systematik

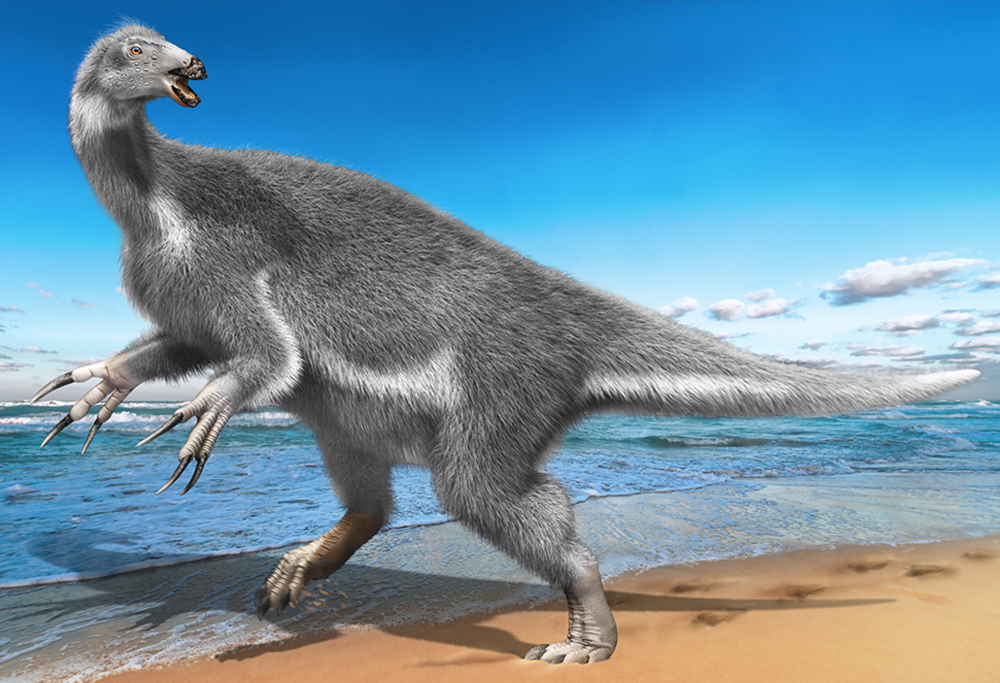
Lebendrekonstruktion von Paralitherizinosaurus

- Therizinosauroidea
  - Alxasaurus
  - Beipiaosaurus
  - Enigmosaurus
  - Falcarius
  - Therizinosauridae
    - Erliansaurus
    - Erlikosaurus
    - Nanshiungosaurus
    - Neimongosaurus
    - Nothronychus
    - Paralitherizinosaurus[3]
    - Segnosaurus
    - Suzhousaurus
    - Therizinosaurus